# 利根川貴之
利根川 貴之（とねがわ たかゆき、1975年3月20日 - ）は日本の音楽プロデューサー、ディレクター、作詞家、作曲家。株式会社Wicky.Records代表取締役であり、Wicky.Recordingsのメンバー。

## 人物・来歴
- 1997年-2002年頃 Roboshop Maniaのメンバーとして活動。
- 2009年3月 株式会社ウィッキー・レコーズ（Wicky.Records）を設立。
- 2010年前後に「THE BITCHS」としてのドラマー Toney Bitchとして活動。
- 2012年 Wicky.Recordingsの活動開始。

## 主な作品
- Wicky.Recordingsの作品については「Wicky.Recordingsの主な作品」を参照
- RoboshopManiaの作品については「RoboshopManiaのディスコグラフィー」を参照

### 楽曲提供
| アーティスト名 | 曲名 | 作詞       | 作曲     | 編曲     |
| -------------- | ---- | ---------- | -------- | -------- |
| Gran☆Ciel      | 素顔 | 利根川貴之 | 平田博信 | 平田博信 |

### ゲーム関連
| 作品名                                                                                      | 曲名                           | 作詞                  | 作曲                        | 編曲                        |
| ------------------------------------------------------------------------------------------- | ------------------------------ | --------------------- | --------------------------- | --------------------------- |
| A3!                                                                                         | 僕らの絆                       | 利根川貴之            | 北川勝利(ROUND TABLE)       | 北川勝利(ROUND TABLE)       |
| A3!                                                                                         | 赤い髪のチェリーブロッサム     | 利根川貴之            | yamazo                      | yamazo                      |
| A3!                                                                                         | いつか王子様に…                | 利根川貴之            | 北川勝利(ROUND TABLE)       | 北川勝利(ROUND TABLE)       |
| A3!                                                                                         | Exciting Charmer!              | 利根川貴之            | yamazo                      | yamazo                      |
| A3!                                                                                         | 餓鬼扱い                       | 利根川貴之            | eba                         | eba                         |
| A3!                                                                                         | Muddy Hero                     | 利根川貴之            | eba                         | eba                         |
| オルタナティブガールズ ※オルタナティブガールズ2含む                                         | ベルベル モルモル パヤミント   | 利根川貴之            | ハヤシベトモノリ            | ハヤシベトモノリ            |
| オルタナティブガールズ ※オルタナティブガールズ2含む                                         | ほんとにほんと                 | 利根川貴之            | 川嶋可能                    | 川嶋可能                    |
| オルタナティブガールズ ※オルタナティブガールズ2含む                                         | きゃっちあんどりりーす         | 利根川貴之            | 中島靖雄                    | 中島靖雄                    |
| オルタナティブガールズ ※オルタナティブガールズ2含む                                         | Link                           | 利根川貴之            | 北川勝利                    | 北川勝利                    |
| オルタナティブガールズ ※オルタナティブガールズ2含む                                         | 膨らみかけたChoix Pastry       | 利根川貴之            | PandaBoY                    | PandaBoY                    |
| ガールフレンド（仮） ※ガールフレンド（♪）、「ガールフレンド(仮)～聖櫻学園メモリアル～」含む | Blieve Myself                  | 利根川貴之            | 北川勝利                    | 北川勝利                    |
| ガールフレンド（仮） ※ガールフレンド（♪）、「ガールフレンド(仮)～聖櫻学園メモリアル～」含む | 清く正しく? School Days        | 利根川貴之            | 中島靖雄                    | 中島靖雄                    |
| ガールフレンド（仮） ※ガールフレンド（♪）、「ガールフレンド(仮)～聖櫻学園メモリアル～」含む | ニッポンは興味深いのです。     | 利根川貴之            | 中塚武                      | 中塚武                      |
| ガールフレンド（仮） ※ガールフレンド（♪）、「ガールフレンド(仮)～聖櫻学園メモリアル～」含む | Blooming Days                  | 利根川貴之            | 北川勝利                    | 北川勝利                    |
| ガールフレンド（仮） ※ガールフレンド（♪）、「ガールフレンド(仮)～聖櫻学園メモリアル～」含む | あなただけのメゾンドクチュール | 利根川貴之            | 中島靖雄                    | 中島靖雄                    |
| ガールフレンド（仮） ※ガールフレンド（♪）、「ガールフレンド(仮)～聖櫻学園メモリアル～」含む | 栞                             | 利根川貴之            | 川嶋可能                    | 川嶋可能                    |
| ガールフレンド（仮） ※ガールフレンド（♪）、「ガールフレンド(仮)～聖櫻学園メモリアル～」含む | STAND BY OK！                  | 利根川貴之            | 小野雄紀                    | 小野雄紀                    |
| ガールフレンド（仮） ※ガールフレンド（♪）、「ガールフレンド(仮)～聖櫻学園メモリアル～」含む | Hey You！相棒                  | 利根川貴之            | 中島靖雄                    | 中島靖雄                    |
| ガールフレンド（仮） ※ガールフレンド（♪）、「ガールフレンド(仮)～聖櫻学園メモリアル～」含む | 手紙を書くの                   | 利根川貴之            | 利根川貴之、坂和也          | 中島靖雄                    |
| ガールフレンド（仮） ※ガールフレンド（♪）、「ガールフレンド(仮)～聖櫻学園メモリアル～」含む | 二人で旅にでる理由は?          | 利根川貴之            | 北川勝利                    | 山本真央樹、北川勝利        |
| ガールフレンド（仮） ※ガールフレンド（♪）、「ガールフレンド(仮)～聖櫻学園メモリアル～」含む | ファイト一本！                 | 利根川貴之            | 中島靖雄                    | 中島靖雄                    |
| ガールフレンド（仮） ※ガールフレンド（♪）、「ガールフレンド(仮)～聖櫻学園メモリアル～」含む | そこ・どこ・ここ・きのこ       | 利根川貴之            | ハヤシベトモノリ            | ハヤシベトモノリ            |
| ガールフレンド（仮） ※ガールフレンド（♪）、「ガールフレンド(仮)～聖櫻学園メモリアル～」含む | キャキャキャウフフは止まらない | 利根川貴之            | 北川勝利                    | 北川勝利                    |
| ガールフレンド（仮） ※ガールフレンド（♪）、「ガールフレンド(仮)～聖櫻学園メモリアル～」含む | オカルティック雑技団           | 利根川貴之            | 中島靖雄                    | 中島靖雄                    |
| ガールフレンド（仮） ※ガールフレンド（♪）、「ガールフレンド(仮)～聖櫻学園メモリアル～」含む | 箱庭ラビリンス                 | 利根川貴之            | 平田博信(Swinging Popsicle) | 平田博信(Swinging Popsicle) |
| ガールフレンド（仮） ※ガールフレンド（♪）、「ガールフレンド(仮)～聖櫻学園メモリアル～」含む | One day…                       | 利根川貴之            | 平田博信(Swinging Popsicle) | 平田博信(Swinging Popsicle) |
| スクールファンファーレ                                                                      | I, ME, MINE                    | 沖井礼二 、利根川貴之 | 沖井礼二                    | 沖井礼二                    |
| スクールファンファーレ                                                                      | ねぇ 私                        | 利根川貴之            | 北川勝利                    | 北川勝利                    |
| スクールファンファーレ                                                                      | ガラスの笑顔                   | 利根川貴之            | ミト                        | ミト                        |

### アニメ関連
| 作品名      | 曲名                                          | 作詞       | 作曲             | 編曲             |
| ----------- | --------------------------------------------- | ---------- | ---------------- | ---------------- |
| IDOLY PRIDE | The Sun, Moon and Stars（星見プロダクション） | 利根川貴之 | 沖井礼二         | 沖井礼二         |
| IDOLY PRIDE | Pray for you（星見プロダクション）            | 利根川貴之 | 北川勝利         | 北川勝利         |
| IDOLY PRIDE | 未来模様                                      | 利根川貴之 | ミト（Clammbon） | ミト（Clammbon） |
| IDOLY PRIDE | 恋心 ああ無情                                 | 利根川貴之 | 中島靖雄         | 中島靖雄         |

### CM関連
| 作品名                | 曲名                       | 作詞       | 作曲               | 編曲                     |
| --------------------- | -------------------------- | ---------- | ------------------ | ------------------------ |
| Windows 11の世界へ 篇 | [CM書き下ろしのため非公表] | 利根川貴之 | 利根川貴之、坂和也 | 坂和也、Wicky.Recordings |